# لاول کرافورد
لاول کرافورد (انگلیسی: Lavell Crawford؛ زادهٔ ۱۱ نوامبر ۱۹۶۸) یک هنرپیشه اهل ایالات متحده آمریکا است.
از فیلم‌ها یا برنامه‌های تلویزیونی که وی در آن نقش داشته است می‌توان به افراط آمریکایی و بریکینگ بد اشاره کرد.